# Saint-Léonard-de-Noblat (tổng)
Tổng Saint-Léonard-de-Noblat là một tổng của Pháp tọa lạc tại tỉnh Haute-Vienne trong vùng Nouvelle-Aquitaine.

## Địa lý
Tổng này được tổ chức xung quanh Saint-Léonard-de-Noblat trong quận Limoges. Độ cao khu vực này là 235 m (Royères) đến 586 m (Sauviat-sur-Vige) độ cao trung bình trên mực nước biển là 373 m.

## Hành chính
| Giai đoạn | Ủy viên             | Đảng | Tư cách                  |
| --------- | ------------------- | ---- | ------------------------ |
| 2004-2011 | Jean-Claude Leblois | PS   | Thị trưởng La Geneytouse |

## Phân chia đơn vị hành chính
Tổng Saint-Léonard-de-Noblat được chia thành 10 xã và khoảng 9 759 người (điều tra dân số năm 1999 không tính trùng dân số).
| Xã                      | Dân số | Mã bưu chính | Mã insee |
| ----------------------- | ------ | ------------ | -------- |
| Champnétery             | 491    | 87400        | 87035    |
| Le Châtenet-en-Dognon   | 424    | 87400        | 87042    |
| Eybouleuf               | 280    | 87400        | 87062    |
| La Geneytouse           | 738    | 87400        | 87070    |
| Moissannes              | 299    | 87400        | 87099    |
| Royères                 | 795    | 87400        | 87129    |
| Saint-Denis-des-Murs    | 449    | 87400        | 87142    |
| Saint-Léonard-de-Noblat | 4 764  | 87400        | 87161    |
| Saint-Martin-Terressus  | 475    | 87400        | 87167    |
| Sauviat-sur-Vige        | 1 044  | 87400        | 87190    |

## Thông tin nhân khẩu
| 1962                                                     | 1968   | 1975   | 1982   | 1990   | 1999  |
| -------------------------------------------------------- | ------ | ------ | ------ | ------ | ----- |
| 10 391                                                   | 10 942 | 10 338 | 10 308 | 10 253 | 9 759 |
| Nombre retenu à partir de 1962 : dân số không tính trùng |        |        |        |        |       |